# Oscilatorul armonic liniar cuantic (metoda polinomială)

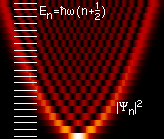
Diagrama densităţilor de probabilitate ψ_{n}(x)^{2} pentru stările staţionare, începând cu starea fundamentală (n = 0) continuând pentru stările corespunzătoare energiilor mai mari. Pe axa orizontală se reprezintă poziția x, iar culorile mai deschise corespund densităților de probabilitate mai mari.

Metoda polinomială de rezolvare a problemei oscilatorului armonic cuantic, cunoscut și sub denumirea de metoda Sommerfeld este un procedeu matematic pentru  deducerea expresiei  funcțiilor și valorilor proprii ale unui sistem oscilant armonic microscopic. Metoda, dezvoltată de către fizicianul german Arnold Sommerfeld, pleacă direct de la studiul ecuației diferențiale care reprezintă problema de valori proprii pentru hamiltonianul oscilatorului liniar armonic. Acestă metodă este, alături de metoda analitică al lui Schrödinger, respectiv metoda algebrică datorată lui Paul Dirac, un procedeu care permite găsirea sistemului complet de funcții proprii care descriu comportamentul oscilatorului și obținerea relației de cuantificare a energiei oscilatorului.

## Rezolvarea problemei valorilor  proprii
Pornind de la forma ecuației cu valori proprii pentru hamiltonianul oscilatorului clasic
| {\displaystyle -{\frac {\hbar }{2m}}{\frac {d^{2}\psi }{dx^{2}}}+{\frac {m\omega ^{2}}{2}}x^{2}\psi =E\psi } | {\displaystyle (2.1)\,} |

Pentru simplificarea formei ecuației, se introduce o notație ajutătoare dată de relația
| {\displaystyle \xi =\left({\frac {m\omega }{\hslash }}\right)^{1 \over 2}x} | {\displaystyle (2.2)\,} |

această schimbare este echivalentă cu alegerea unei unități naturale de lungime pentru exprimarea elongațiilor. Avantajul acestei alegeri constă în aceea că exponențialele din expresiile funcțiilor de undă vor avea exponenții adimensionali și va permite separarea variabilei temporale de cea spațială. Cu această notație, forma ecuației (2.1) devine:
| {\displaystyle {\frac {d^{2}\psi }{d\xi ^{2}}}+\left({\frac {2E}{\hbar \omega }}-\xi ^{2}\right)\psi =0} | {\displaystyle (2.3)\,} |

Ecuația de mai sus este o ecuație diferențială liniară de ordinul al doilea și ea admite două soluții liniar independente, oricare ar fi valoarea parametrului real E. Se poate arăta, că în general, soluțiile analitice cresc nemărginit pentru cazul în care variabila {\displaystyle \xi } tinde la ±{\displaystyle \infty }. Un asemenea comportament neasimptotic nu este convenabil din punct de vedere al mecanicii cuantice din cauza faptului că nu îndeplinește condiția de normare. Pentru anumite valori însă ale parametrului E, se pot obține soluții particulare ce respactă limitările impuse de condiția de normare. Ceficienții ecuației (2.2) nu prezintă singularități pentru valori finite ale variabilei {\displaystyle \xi }, probleme pot apărea numai la infinit, datorită prezenței termenului {\displaystyle \xi ^{2}} din expresia ecuației; acest termen provine de la energia potențială a câmpului de forțe ce acționează asupra microparticulei. Studiul influenței acestui termen se poate face pornid de la constatarea că funcțiile de tipul {\displaystyle exp(-\xi /2)} satisfac ecuațiile de forma: 
| {\displaystyle {\frac {d^{2}e^{-{\frac {{\xi }^{2}}{2}}}}{d\xi ^{2}}}-\left(1+\xi ^{2}\right)e^{-{\frac {{\xi }^{2}}{2}}}=0} | {\displaystyle (2.4)\,} |

Relație care practic coincide cu ecuația (2.3) pentru valori mari ale termenului {\displaystyle \xi ^{2}}, atunci când termenul constant din paranteză devine neglijabil. Soluția acceptabilă pentru ecuația (2.2) se caută sub forma
| {\displaystyle \psi (\xi )=e^{-{\frac {{\xi }^{2}}{2}}}F(\xi )} | {\displaystyle (2.5)\,} |

unde funcția {\displaystyle F(\xi )} trebuie să se comporte astfel la infinit, încât să nu compenseze exponențiala. Prin înlocuirea expresiei (2.5) în ecuația (2.2) se obține pentru funcția {\displaystyle F(\xi )} ecuația
| {\displaystyle {\frac {d^{2}F}{d\xi ^{2}}}-2\xi {\frac {dF}{d\xi }}+\left({\frac {2E}{\hbar \omega }}-1\right)F=0} | {\displaystyle (2.6)\,} |

În vederea simplificării scrierii se introduc următoarele notații ajutătoare:
| {\displaystyle \left({\frac {2E}{\hbar \omega }}-1\right)=\lambda ,E=\hbar \omega {\frac {\lambda +1}{2}}} | {\displaystyle (2.7)\,} |

cu aceste notații, ecuația (2.6) ia forma
| {\displaystyle {\frac {d^{2}F}{d\xi ^{2}}}-2\xi {\frac {dF}{d\xi }}+\lambda F=0} | {\displaystyle (2.8)\,} |

Această ecuație este invariantă la schimbarea semnului variabilei, din acest motiv, dacă {\displaystyle F(\xi )} este o soluție, atunci și {\displaystyle F(-\xi )} este o soluție. Prin urmare, datorită liniarității și omogenității ecuației rezultă că și {\displaystyle F_{1}(\xi )=F(\xi )+F(-\xi ),F_{2}(\xi )=F(\xi )-F(-\xi )} sunt soluții ale ecuației. Prima este invariantă la schimbarea semnului variabilei, în timp ce a doua își schimbă semnul: se zice că prima este pară iar a doua impară. Pentru ecuația (2.8) se caută o soluție pară și una impară. Cele două
soluții se scriu sub forma unor serii de puteri, astfel, prima ca o serie de puteri pare, iar cea de a doua ca serie de puteri impare:
| {\displaystyle F_{1}(\xi )=a_{0}+{\frac {a_{1}}{1!}}\xi ^{2}+{\frac {a_{2}}{2!}}\xi ^{4}+{\frac {a_{3}}{3!}}\xi ^{6}...+{\frac {a_{n}}{n!}}\xi ^{2n}+...} | {\displaystyle (2.9)\,} |

| {\displaystyle F_{2}(\xi )=b_{0}\xi +{\frac {b_{1}}{1!}}\xi +{\frac {b_{2}}{2!}}\xi ^{3}+{\frac {b_{3}}{3!}}\xi ^{5}...+{\frac {b_{n}}{n!}}\xi ^{2n+1}+...} | {\displaystyle (2.9.1)\,} |

Prin înlocuirea acestor serii în ecuația (2.8)se găsesc de asemenea serii care, pentru a satisface ecuația, trebuie să fie identic nule.
Prin urmare, coeficientul fiecărei puteri a variabilei {\displaystyle \xi } se anulează și se obțin relațiile de recurență ce permit găsirea coeficienților {\displaystyle a_{n}} și {\displaystyle b_{n}}:
| {\displaystyle 2(2n+1)a_{n+1}=(4n-\lambda )a_{n}} | {\displaystyle \,} |

| {\displaystyle 2(2n+3)b_{n+1}=(4n+2-\lambda )b_{n}} | {\displaystyle \,} |

Relații din care se deduc expresiile:
| {\displaystyle a_{n+1}={\frac {n-{\frac {\lambda }{4}}}{n+{\frac {1}{2}}}}a_{n}} | {\displaystyle (2.10)\,} |

| {\displaystyle b_{n+1}={\frac {n+{\frac {1}{2}}-{\frac {\lambda }{4}}}{n+{\frac {3}{4}}}}b_{n}} | {\displaystyle (2.10.1)\,} |

În relațiile de mai sus numă rul natural n poate lua succesiv valorile 0,1,2,... . Cele două relații se pot reuni în una singură, sintetică, ce ia forma:
| {\displaystyle c_{n+1}={\frac {n+a}{n+b}}c_{n}} | {\displaystyle (2.11)\,} |

Pentru relația de recurență (2.10) coeficienții a și b au valorile:
| {\displaystyle a=-{\frac {\lambda }{4}},b={\frac {1}{2}}} | {\displaystyle (2.12)\,} |

respectiv, pentru relația (2.10.1):
| {\displaystyle a={\frac {1}{2}}-{\frac {\lambda }{4}},b={\frac {3}{4}}} | {\displaystyle (2.12.1)\,} |

Utilizând relația de recurență sintetică (2.11), prin înlocuirea succesivă a valorilor posibile pentru numărul n, se obține o formă explicită pentru coeficienții sintetici:
| {\displaystyle C_{n}={\frac {a(a+1)(a+2)(a+3)...(a+n-1)}{b(b+1)(b+2)(b+3)...(b+n-1)}}C_{0}} | {\displaystyle (2.13)\,} |

### Legătura cu funcția hipergeometrică degenerată
Relația (2.13), prin forma sa, sugerează utilizarea unei funcții speciale din cadrul teoriei ecuațiilor diferențiale cu derivate parțiale, funcție des utilizată pentru rezolvarea unor probleme din mecanica cuantică. Pentru realizarea legăturii cu problema găsirii valorilor și funcțiilor proprii asociate hamiltonianului oscilatorului armonic cuantic, în această secțiune se prezintă într-o manieră simplificată, principalele caracteristici ai funcției hipergeometrice degenerate, urmănd ca apoi să se facă legătura cu relațiile ce rezultă din aplicarea metodei prezentate mai sus.
| Prin definiție, o funcție hipergeometrică degenerată este, în general, o funcție complexă de variabilă complexă {\displaystyle \zeta } având doi parametrii a și b, de regulă reale, dată de relația generală: \| {\displaystyle F(a,b;\zeta )=1+{\frac {a}{b}}{\frac {\zeta }{1!}}+{\frac {a(a+1)}{b(b+1)}}{\frac {\zeta ^{2}}{2!}}+...+{\frac {a(a+1)(a+2)...(a+n-1)}{b(b+1)(b+2)...(b+n-1)}}{\frac {\zeta ^{n}}{n!}}} \| {\displaystyle (2.14)\,} \| Observație: funcția, în particular, poate fi definită și ca o funcție reală de variabilă reală, dar parametrii a și b sunt totdeauna reale. |                          |
| {\displaystyle F(a,b;\zeta )=1+{\frac {a}{b}}{\frac {\zeta }{1!}}+{\frac {a(a+1)}{b(b+1)}}{\frac {\zeta ^{2}}{2!}}+...+{\frac {a(a+1)(a+2)...(a+n-1)}{b(b+1)(b+2)...(b+n-1)}}{\frac {\zeta ^{n}}{n!}}} | {\displaystyle (2.14)\,} |

Din motive particulare, se presupune că parametrul real b nu poate avea valori întregi negative sau nul. Fără această ipoteză, în unul din numitorii termenilor expresiei (2.14) ar putea să apară valoarea zero, ceea ce ar duce la imposibilitatea existenței funcției. Parametrul a din numărătorul termenilor din serie poate avea și valori întregi și negative sau nul, de aceea se poate lua {\displaystyle a=-\nu },cu {\displaystyle \nu =0,1,2,...}. Din acest motiv expresia seriei din definiția funcției hipergeometrice degenerate se reduce la un polinom de gradul n în variabila {\displaystyle \zeta }, se spune că are loc trunchierea seriei.
Pentru a demonstra o proprietate remarcabilă a funcției {\displaystyle F(a,b;\zeta )} se face uz de o teoremă cunoscută din teoria seriilor de funcții:
| {\displaystyle f(\zeta )=\sum _{n=0}^{\infty }c_{n}{\frac {\zeta ^{n}}{n!}}} | {\displaystyle \,} |

| {\displaystyle \lim _{\zeta \to \infty }{\frac {c_{n+1}}{c_{n}}}=1} | {\displaystyle \,} |

| {\displaystyle \lim _{\zeta \to \infty }f(\zeta )e^{-k\zeta }=\infty } | {\displaystyle \,} |

Demonstrația teoremei:
Pornind de la limita {\displaystyle \lim _{n\to \infty }{\frac {c_{n+1}}{c_{n}}}=0} din ipoteza teoremei de mai sus, rezultă că începând de la un anumit rang N, practic toți coeficienții {\displaystyle c_{n}} devini egali între ei. Pentru situația în care ar fi riguros egali, seria din ipoteza teoremei se poate scrie
| {\displaystyle f(\zeta )=\sum _{n=0}^{N}C_{n}{\frac {\zeta ^{n}}{n!}}+C_{N+1}\left({\frac {\zeta ^{N+1}}{(N+1)!}}+{\frac {\zeta ^{N+2}}{(N+2)!}}+...\right)} | {\displaystyle (2.15)\,} |
Restul sumei din expresia e mai sus ar fi egal la limită cu
| {\displaystyle e^{\zeta }-1-{\frac {\zeta }{1!}}-{\frac {\zeta ^{2}}{1!}}...{\frac {\zeta ^{N}}{N!}}} | {\displaystyle \,} |
În cazul trecerii la limită, funcția  {\displaystyle f(\zeta )} ia forma:  {\displaystyle f(\zeta )=P_{N}(\zeta )+C_{N+1}e^{\zeta }}, relație în care {\displaystyle P_{N}(\zeta )} este un polinom de gradul N de variabilă {\displaystyle \zeta }. Dacă se înmulțește această egalitate cu factorul {\displaystyle e^{-k\zeta }} se ajunge la egalitatea:  {\displaystyle f(\zeta )e^{-k\zeta }=P_{N}(\zeta )e^{-k\zeta }+C_{N+1}e^{(1-k)\zeta }};   trecănd la limită pentru {\displaystyle \zeta } tinzând la infinit, se obține relația
| {\displaystyle \lim _{n\to \infty }f(\zeta )e^{-k\zeta }=\lim _{\zeta \to \infty }\left[P_{N}(\zeta )e^{-k\zeta }+C_{N+1}e^{(1-k)\zeta }\right]=\infty } | {\displaystyle (2.16)\,} |
rezultatul explicându-se prin aceea că exponentul termenului {\displaystyle e^{(1-k)\zeta }} este pozitiv pentru orice valoare 0<k<1
→(de aici voi continua cu demonstrarea suficienței)←
Revenind la expresia de definiție a funcției hipergeometrice degenerate, dată prin relația (2.14), pentru demonstrarea certitudinii truncherii seriei, se presupune provizoriu că nici condiția {\displaystyle a=-\nu },cu {\displaystyle \nu =0,1,2,...} nu este satisfăcută. Din această ipoteză rezultă că partea dreaptă a expresiei (2.14) ar fi o serie adevărată, adică având o infinitate de termeni. Convergența seriei este asigurată prin criteriul de convergență al raportului, cu alte cuvinte: modulul raportului a doi termeni consecutivi tinde la zero atunci când n tinde la infinit, pentru toate valorile reale sau complexe ale variabilei {\displaystyle \zeta }. Acest criteriu se poate verifica simplu prin scrierea limitei de mai jos în care variabila {\displaystyle \zeta }, parametrii a și b pot avea orice valoare dar sunt finite.
| {\displaystyle \lim _{n\to \infty }\left\|{\frac {u_{n+1}}{u_{n}}}\right\|=\lim _{n\to \infty }\left\|{\frac {a+n}{b+n}}\right\|{\frac {\left\|\zeta \right\|}{n+1}}=0} | {\displaystyle \,} |

În condițiile acestea, ținând seama de relația {\displaystyle \lim _{n\to \infty }f(\zeta )e^{-k\zeta }=\infty }, demonstrată mai sus funcția hipergeometrică degenerată se supune relației 
| {\displaystyle \lim _{\zeta \to \infty }F(a,b;\zeta )e^{-k)\zeta }=\infty } | {\displaystyle (2.17)\,} |

relație care este adevărată oricare ar fi numărul k cuprins strict între 0 și unu.
Ținând cont de soluțiile (2.9) (2.9.1) și definiția (2.14), soluțiile acceptabile ale ecuației
(2.60 se pot scrie sub forma
| {\displaystyle F_{1}(\xi )=a_{0}F\left(-{\frac {\lambda }{4}},{\frac {1}{2}};\xi ^{2}\right)} | {\displaystyle (2.18)\,} |

| {\displaystyle F_{2}(\xi )=b_{0}\xi F\left({\frac {1}{2}}-{\frac {\lambda }{4}},{\frac {3}{4}};\xi ^{2}\right)} | {\displaystyle (2.18.1)\,} |